# Georg Albrecht von Brandenburg-Kulmbach (1619–1666)

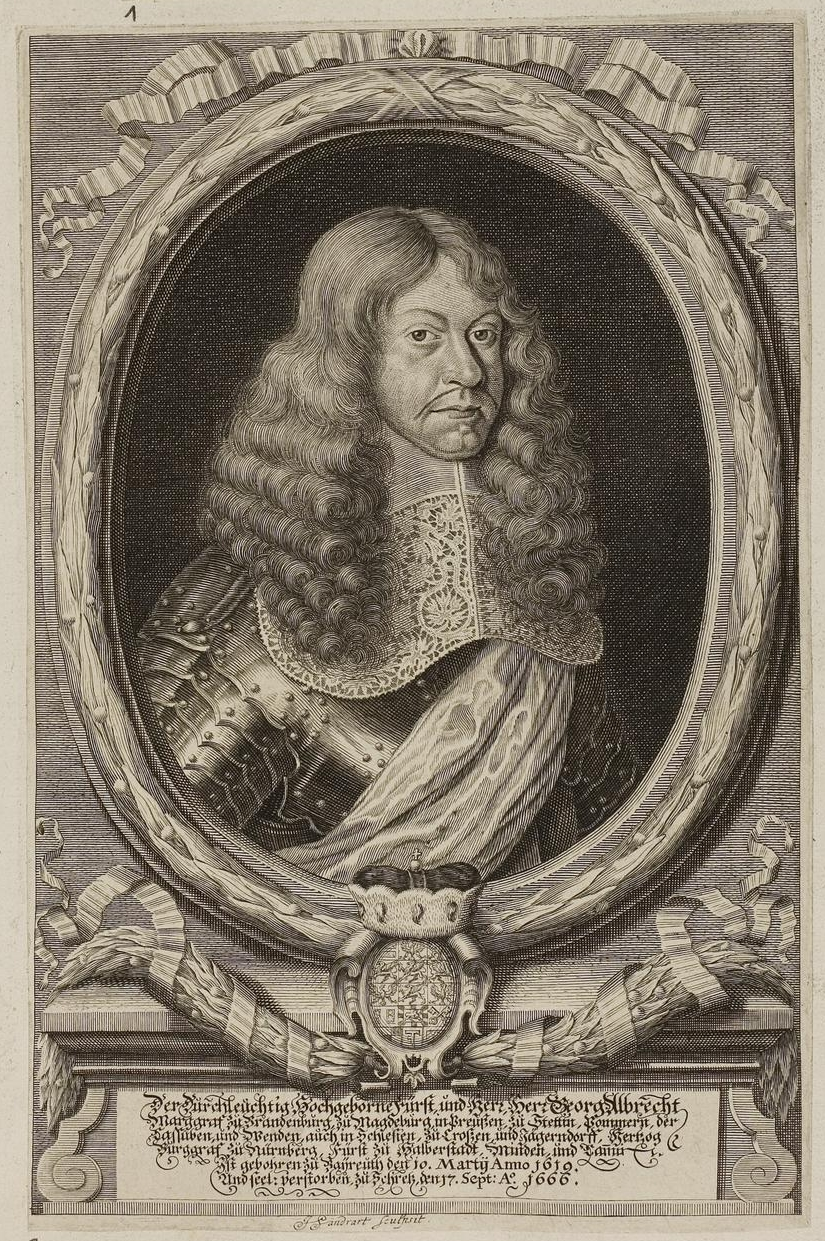
Georg Albrecht von Brandenburg-Kulmbach

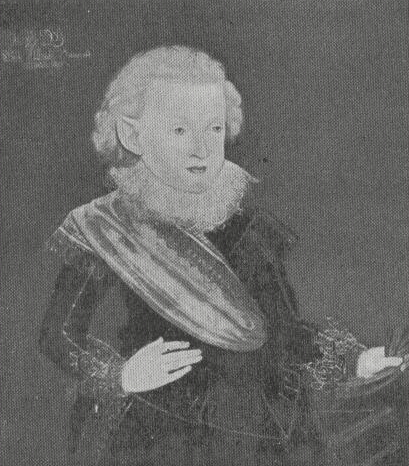
Gemälde mit dem Markgrafen im Neuen Schloss in Bayreuth

Georg Albrecht von Brandenburg-Kulmbach (* 20. März 1619 in Bayreuth; † 27. September 1666 in Bayreuth) war der Begründer der Kulmbacher Nebenlinie (des Kulmbach-Bayreuther Zweiges) der jüngeren Linie der fränkischen Hohenzollern. Zwei seiner Enkel traten die Herrschaft im Fürstentum Bayreuth an, er selbst hat jedoch nie als Landesherr regiert.
Georg Albrecht von Brandenburg-Kulmbach war der zweite Sohn von Christian von Brandenburg-Bayreuth (1581–1655) und seiner Frau Marie von Preußen (1579–1649). Sein älterer Bruder, Erbprinz Erdmann August, verstarb bereits 1651, vier Jahre vor dem Tod seines Vaters. Georg Albrecht konnte allerdings nicht in die Erbfolge eintreten, denn seinem Bruder war mit Christian Ernst schon 1644 ein Nachfolger geboren worden. Dieser trat dann 1655, nach dem Tod seines Großvaters, die Regierung im Fürstentum Bayreuth an. Nachdem dessen einziger Sohn Georg Wilhelm jedoch 1726 ohne männliche Nachkommen verstorben war, trat mit Georg Friedrich Karl der älteste Enkel von Georg Albrecht die Herrschaft im Fürstentum Bayreuth an. Als dessen Sohn Friedrich ebenfalls ohne männliche Nachkommen blieb, gelangte mit Friedrich Christian schließlich noch der jüngste Enkel von Georg Albrecht an die Regierung des Fürstentums Bayreuth.
Die von Georg Albrecht begründete Nebenlinie der fränkischen Hohenzollern wurde gelegentlich auch als Weferlinger Linie bezeichnet, da sein Sohn Christian Heinrich nach dem Schönberger Vertrag das Schloss Weferlingen als Residenz bezogen hatte.

## Nachkommen
Georg Albrecht war zweimal verheiratet.
Erste Ehe seit 1651 mit Maria Elisabeth von Holstein-Glücksburg (1628–1664), Tochter des Herzogs Philipp von Schleswig-Holstein-Sonderburg-Glücksburg
- Erdmann Philipp (1659–1678)
- Christian Heinrich (1661–1708), ⚭ 1687 Sophie Christiane von Wolfstein (1667–1737)
- Karl August (1663–1731; gestorben und begraben in Neustadt an der Aisch)

Zweite Ehe seit 1665 mit Maria Sophie von Solms-Baruth (1626–1688)
- Georg Albrecht (1666–1703), ⚭ 1699 (morganatisch) Regina Magdalena Lutz (1678–1755), spätere Madame de Kotzau